# Moffat County
Moffat County är ett administrativt område i delstaten Colorado, USA, med 13 795 invånare. Den administrativa huvudorten (county seat) är Craig. 
Del av Dinosaur nationalmonument ligger i countyt. 

## Geografi
Enligt United States Census Bureau så har countyt en total area på 12 305 km². 12 282 km² av den arean är land och 23 km² är vatten. 

### Angränsande countyn
- Routt County, Colorado - öst
- Rio Blanco County, Colorado - syd
- Uintah County, Utah - väst
- Daggett County, Utah - väst
- Sweetwater County, Wyoming - nord
- Carbon County, Wyoming - nord